# John Grieb
John William Grieb (né le 13 novembre 1879 à Philadelphie et mort le 10 décembre 1939) est un athlète américain spécialiste du triathlon et de gymnastique. Mesurant 1,75 m, il était affilié au Philadelphia Turngemeinde.

## Biographie

### Palmarès
| Date | Compétition           | Lieu        | Résultat | Épreuve                | Performance |
| ---- | --------------------- | ----------- | -------- | ---------------------- | ----------- |
| 1904 | Jeux olympiques d'été | Saint-Louis | 1er      | Gymnastique par équipe | 370,13 pts  |
| 1904 | Jeux olympiques d'été | Saint-Louis | 2e       | Triathlon              | 34 pts      |